# Рожко Володимир Євтухович
Володимир Євтухович Рожко (5 грудня 1940, село Краснаволя, Цумань, Ківерцівський район, Волинська область, УРСР — 23 серпня 2018, Луцьк) — український історик, почесний професор ВНУ ім. Лесі Українки, кандидат церковно-історичних наук, дійсний член Інституту дослідів Волині у Вінніпезі.

## Біографія
Закінчив історичний факультет ВНУ ім. Лесі Українки та Волинську духовну семінарію з відзнаками. Відзначився, як учасник дисидентського руху на Волині в 60—80-х роках минулого століття.
Збирав дисидентський самвидав, популяризував серед однокурсників поетичну спадщину неугодного владі поета Василя Симоненка, за що неодноразово переслідувався за місцем роботи та навчання — наприклад, був усунутий за участю органів держбезпеки та їхньої широко розгалуженої агентури, шляхом ретельно спланованих провокацій, з аспірантури Київського національного університету ім. Т. Шевченка (у 1969 році), а згодом — також з посади наукового співробітника Волинського обласного краєзнавчого музею.
Як згадував Рожко:
"В травні 1973 року на допитах в КДБ м. Луцька, мені, щойно звільненому з праці у Волинському краєзнавчому музеї, оперативники Володимир Чорноморд і сумнозвісний Максим Чигринюк пригадали всі мої «гріхи», серед яких найчільніше місце займали поезії. І «Щоденник» Василя Симоненка"..
З 1973 р. по 2011 р. був працівником Державного архіву Волинської області, де був затруднений аж до виходу на пенсію.
Починаючи з 1991 р., активно популяризує волинезнавчу спадщину діаспорного Інституту дослідів Волині у Вінніпезі, як його офіційний представник в Україні. За участю Рожка було відкрито філії Інституту при ВДУ (2009 р.), та при Київській православній богословській академії УПЦ-КП, з якою ним провадиться активне наукове співробітництво. Також Володимир Рожко активно залучає громадські організації української діаспори до надання фінансової допомоги духовним навчальним закладам УПЦ-КП.

## Наукова та літературна діяльність
Автор 27 книг, біля двох тисяч публікацій з історії Української Православної Церкви на Волині. Друкувався в журналах, збірниках, альманахах, газетах України, західного українського світу США, Канади, Великої Британії. Австралії, Польщі, ставши автором не лише наукових праць з історії рідної церкви, нашої землі, але й також новел, поезій, пісень, публіцистики, архівознавчих, краєзнавчих розвідок тощо. Більш повно науковий доробок автора, дослідника волинезнавства, презентує біобібліографічний покажчик «..Ходіть, поки маєте світло», який налічує понад 1200 позицій.
Близько сорока років працює над створенням і поповненням першоджерельної бази Держархіву Волинської області, одночасно, долаючи численні перешкоди, проводить глибокі наукові дослідження з історії Святого Українського Православ'я, рідної церкви, нашої землі.
Дійсний член Інституту Дослідів Волині у Вінніпезі (Канада), його представник в Україні, почесний Професор Волинського національного університету імені Лесі Українки. За заслуги у науково-дослідній праці, відродженні духовності України, Волині та утвердженні Помісної Української церкви нагороджений Святійшим патріархом Філаретом орденом Святого архистратига Михаїла, орденами Святого Володимира III і II ступеня, численними грамотами і подяками найвищої церковної і державної влади України та Волині зокрема.
Науково-викладацька діяльність Володимира Рожка у Волинській духовній семінарії УПЦ-КП розпочалася у 1997 р., коли вчений, ще будучи студентом цього закладу, почав викладати як факультативний предмет курс архівної справи. Штатним викладачем семінарії став у 2005 році за розпорядженням тогочасного ректора прот. Іоанна Нідзельського, а вже у 2006 р. Рожко видав книгу «Волинська духовна семінарія» (Луцьк, 2006).
З 2011 року працює у новноствореній Волинській духовній академії УПЦ-КП як викладач Джерелознавства, Методики самостійної наукової роботи та Історії УПЦ в діаспорі.
У 2017 році книга Володимира Рожка «Високопреосвященний Никанор Абрамович, архієпископ Київський і Чигиринський, митрополит УАПЦ на еміграції» (Луцьк: ПрАТ «Волинська обласна друкарня», 2017) ввійшла до топ-10 рейтингу публікацій України в номінації «Життєпис».

## Напрямки наукових досліджень
Головними напрямками праць Рожка стали: історичне волинезнавство, релігієзнавство Волині, архівознавство Волині, та історичне краєзнавство. Був одним із організаторів Наукового товариства ім. митрополита Полікарпа при Волинській духовній семінарії УПЦ-КП. Головою Товариства у 1997—1999 рр. був Володимир Трохимович Борщевич, секретарем Товариства — студент семінарії Валентин Бубнюк (нині архієпископ Полтавський Федір); у 1999—2000 рр. його очолював священник УПЦ-КП Собко Віталій Анатолійович, а у 2000—2001 рр. — священник УПЦ-КП Цап Микола Романович. Серед засновників Товариства був також священник УПЦ-КП Бучак Михайло Васильович.
Припинило діяльність Товариство у 2001 р. Видано два числа наукового часопису «Волинський православний вісник» (1998—1999 рр.). Найбільш резонансним було друге число цього видання, в якому, зокрема, Володимир Рожко розповів про участь у придушенні дисидентського руху на Кременеччині колишнього начальника Кременецького районного управління КДБ Петра Житаря, який на той час (1998—1999 рр.) уже очолював Волинське обласне управління Служби безпеки України.

## Погляди
До жодної політичної партії Рожко ніколи не належав.
Особливістю окремих праць Рожка стало розвінчування агентури КДБ, а також новітніх чекістських стукачів і провокаторів початку 1990-х років, які поступово адаптувалися до реалій незалежної України, забезпечивши збереження за собою високих посад та регалій, незважаючи на крах КПУ та КДБ 1991 року. Такі особи продовжували впродовж "буремних дев’яностих" активно впливати і на громадсько-політичне життя, і на духовне життя України.
Цьому присвячені дві книги: "У пащі диявола" - повністю, та "Високопреосвященний Анатолій Дублянський, митрополит Паризький і Західноєвропейський" - частково. Вони розкривають рівень інкорпорації агентури КДБ у середовище творчої та наукової інтелігенції Волині, зокрема, на прикладі Волинського обласного краєзнавчого музею.
Як правило, керівні та наукові кадри серед творчої інтелігенції підбирали обкоми та райкоми, не без участі КДБ.
Деякі радянські літературознавці та критики у дев’яностих взялися досліджувати минуле українського шістдесятництва, яке до того очорнювали на догоду комуністам, оспівуючи виключно «соцреалізм», а вже у дев’яностих почали возвеличувати шістдесятницький рух в Україні, шукаючи субсидій від діаспори, заводячи вигідні для себе з меркантильної точки зору контакти.
Аналогічно, комуністичні релігієзнавці ставали "церковними істориками", а "розвінчувальники буржуазного націоналізму" з 1990-х років перекваліфіковуються у "дослідників національно-визвольного руху".
Саме такі особи намагалися бути в посткомуністичній Українській державі першими, в абсолютно усіх національно-демократичних та державотворчих процесах, особливо у зовнішньополітичних кампаніях: вони поспішали у країни Заходу, на подані КДБ адреси та імена особисто, листами, дзвінками. Саме у КДБ закріпили за видними емігрантськими діячами культури і літератури, за науково-видавничими установами (наприклад, Українським вільним університетом у Мюнхені), за церковними провідниками в діаспорі (наприклад, митрополитом Анатолієм Дублянським з м. Новий Ульм у Німеччині) своїх перевірених «стукачів» з України, котрим кагебісти дали всі контакти та адреси, щоб їхні агенти після падіння «залізної завіси» заявилися в діаспорі першими в ролі самозваних "патріотів" та «постраждалих від режиму».
Українці в епоху перебудови саме таких «стукачів» бачили у 1989-1990 роках творцями перших в Україні «патріотичних партій», організаторами або кураторами перших «патріотичних мітингів», «будителями» та «будівничими» нової України, і результат цього їхнього «будівництва» донині відчувається в усіх сферах життя країни, але особливо – у духовній сфері, як сумно констатує Рожко.

## Праці
- І потекла сторіками…: могили не можуть мовчати / Ін-т Дослідів Волині: Т-во «Волинь». — Австралія: Спадщина, 1994. — 272 с..
- Ієрархи Української Православної Церкви: митрополит Никанор; архієпископ Геннадій. — Луцьк, 1994. — 11 с.
- Древні святині Полісся: [іст.-краєзн. нарис] / ред. Ф. Г. Мандзюк. — Луцьк: Надстир'я. 1995. — 152 с.
- Преосвященний єпископ Платон Рівненський. — Луцьк: Ініціал, 1995. — 8 с.
- Православні монастирі Полісся: [іст.-красзн. нарис] / ред. Ф. Г. Мандзюк. — Луцьк: Надстир'я, 1996. — 212 с.
- Православні монастирі Волині [12 −18 ст.]: [іст.-красзн. нарис]. — Луцьк: Надстир'я, 1997. — 348 с.
- Чудотворні ікони Волині і Полісся: [іст.-краєзн. нарис]. — Луцьк: Медіа, 1998. — 356 с.
- Православні монастирі глибокого Полісся: [іст.-краєзн. нарис]. — Луцьк: Медіа, 1999. — 186 с.
- Православні монастирі Волині і Полісся: [іст.-краєзн. нарис] / ред. С. Деркач. — Луцьк: Медіа, 2000. — 692 с.
- Нарис історії Української Православної Церкви на Волині (870—2000): [іст.-краєзн. нарис]. — Луцьк: Медіа, 2001. — 672 с.
- Духовні православні освітні заклади Волині Х-ХХ ст. : [іст.-краєзн. нарис]. — Луцьк: Медіа, 2002. — 280 с.
- Чудотворні ікони Волині і Полісся: [іст.-краєзн. нарис]. — Вид. доповн. і перевид. — Луцьк: Медіа, 2002. — 352 с.
- Українські православні святі історичної Волині ІХ-ХХ ст. : [іст.-краєзн. нарис]. — Луцьк: Медіа, 2003. — 223 с.
- Волинська Духовна семінарія (1796—2004 рр.): іст. нарис. — Луцьк: Медіа, 2004. — 256 с.
- Українське православне книгописання і книгодрукування на Волині (ХІ-ХХ ст.): (іст.-краєзн. нарис). — Луцьк: Медіа, 2005. — 256 с.
- Рівненська Духовна семінарія: іст.-краєзн. нарис. — Луцьк. : Медіа, 2006. — 230 с.
- Українське православне церковне мистецтво Волині (ІХ-ХХ ст.): [іст.-краєзн. нарис]. — Луцьк: Волин. обл. друк., 2006. — 400 с.
- Відродження Української Православної церкви на Волині (1917—2006 рр.): [іст.-краєзн. нарис]. — Луцьк: Волин. кн., 2007. — 348 с.
- Древні святині Полісся: іст.-краєзн. нарис. — 2 вид., доповн. і переробл. — Луцьк: Волин. кн., 2008. — 152 с.
- Печерні монастирі Волині і Полісся: [іст.-краєзн. нарис] / голов. ред. Д. Головенко. — Луцьк: Волин. кн., 2008. — 256 с.
- У пащі диявола: іст.-краєн. нарис. — Луцьк: Волин. обл. друк., 2009. — 116 с.
- Православні святині історичної Волині: іст.-краєзн. нарис. — Луцьк: Волинська обл. друк., 2009. — 560 с.
- Новітні мученики святого українського православ'я на історичній Волині (ХХ ст.): [іст.-краєзн. нарис]. — Луцьк: Волин. обл. друк., 2010. — 436 с.
- Преосвященний Паїсій, єпископ Савт Бавнд Брукський. — Луцьк: Волин. обл. друк., 2010. — 160 с.
- Волинська Духовна семінарія (1796—2011 рр.): іст. нарис. — Луцьк: Волин. обл. друк., 2011. — 318 с.
- Дзвони Божих храмів історичної Волині Х-ХХ ст.: [істор.-краєзн. нарис]/ В. Рожко. — Луцьк: Волин. обл. друк., 2011. — 220 с.
- Хрести історичної Волині ІХ-ХХ ст. — Луцьк: Волин. обл. друк., 2012. — 180 с.
- Тарас Шевченко і Волинь: (до 200-річчя народження Національного Пророка України 1814—2014 рр.). — Луцьк: ПрАТ «Волинська обласна друкарня», 2012. — 184 с.
- З весняних доріг — Луцьк: ПрАТ «Волинська обласна друкарня», 2013. — 464 с.
- Воскові свічки Божих храмів історичної Волині IX—XX ст. — Луцьк: ПрАТ «Волинська обласна друкарня», 2014. — 148 с.
- Блаженніший митрополит Полікарп Сікорський: шлях до автокефалії. — Луцьк: ПрАТ «Волинська обласна друкарня», 2015. — 348 с.
- Високопреосвященний Анатолій Дублянський, митрополит Паризький і Західноєвропейський. — Луцьк: ПрАТ «Волинська обласна друкарня», 2016. — 280 с.
- Високопреосвященний Геннадій Шиприкевич, архієпископ Січеславсткий і Чиказький. — Луцьк: ПрАТ «Волинська обласна друкарня», 2016. — 164 с.
- Високопреосвященний Никанор Абрамович, архієпископ Київський і Чигиринський, митрополит УАПЦ на еміграції. — Луцьк: ПрАТ «Волинська обласна друкарня», 2017. — 316 с.
- Святиня над берегами Рати, Підраття і Прип'яті. — Луцьк: ПрАТ «Волинська обласна друкарня», 2017. — 96 с.
- Високопреосвященний Ігор Губа, архієпископ Уманський і Полтавський. — Луцьк: ПрАТ «Волинська обласна друкарня», 2017. — 156 с.
- Найшанованіша православна святиня Ковельського Полісся. — Луцьк: ПрАТ «Волинська обласна друкарня», 2017. — 116 с.
- Решенівка — Малий Почаїів історичної Волині. — Луцьк: ПрАТ «Волинська обласна друкарня», 2017. — 136 с.
- Монастир Святого Миколая в селі Мильці. — Луцьк: ПрАТ «Волинська обласна друкарня», 2018. — 208 с.
- Монастир Святої Троїці під Чорторийськом. — Луцьк: ПрАТ «Волинська обласна друкарня», 2018. — 96 с.

## Наукове звання та відзнаки
19 листопада 2012 року на засіданні спеціалізованої вченої ради Київської православної богословської академії Української Православної Церкви Київського Патріархату відбувся успішний захист дисертації здобувача кафедри церковної історії КПБА, викладача Волинської православної богословської академії Володимира Євтуховича Рожка «Відродження Української Православної Церкви на Волині у 1917—2006 рр.», поданої у вигляді опублікованих книг та статей, на здобуття наукового ступеня кандидата церковно-історичних наук зі спеціальності історія Української Православної Церкви.
За заслуги у науково-дослідній праці, відродженні духовності України, Волині та утвердженні Помісної Української церкви нагороджений Святійшим патріархом Філаретом орденом Святого архистратига Михаїла, орденами Святого Володимира III і II ступеня, численними грамотами і подяками найвищої церковної і державної влади України та Волині зокрема.
Автор 30 книг, понад двох тисяч публікацій в журналах, збірниках, альманахах, газетах України, західного українського світу США, Канади, Великої Британії, Австралії, Польщі з історії рідної церкви, нашої землі, а також новел, нарисів, поезій, пісень, публіцистики, архівознавчих, краєзнавчих розвідок тощо.
Близько сорока років працює над створенням і поповненням першоджерельної бази Держархіву Волинської області, одночасно, долаючи численні перешкоди, проводить глибокі наукові дослідження з історії Святого Українського Православ'я, рідної церкви, нашої землі.

## Публікації в збірниках та альманахах
- Документи особового походження держархіву Волинської області — важливе джерело для історії краю // Минуле і сучасне Волині: тези доп. та повідомл. ІІІ Волин. іст.-краєзн. конф. — Луцьк, 1989. — С. 123—127.
- Документи особового походження держархіву Волинської області — важливе джерело для історії краю // IV республіканська наукова конференція з історичної о краєзнавства: тези доп. і повідомл. — К., 1989. — С. 96—98.
- Використання архівних документів в історичному краєзнавстві // Матеріали науково-практичної конференції, присвяченої 50-річчю архівного будівництва в Західних областях Української РСР. — Л., 1990. — С. 33—39.
- Битва під Берестечком і «Козацькі могили» на сторінках «Літопису Волині» // Берестецькій битві — 340 років: тези II республік, наук.-теорет. конф., 15 черв. 1991 р. / упоряд. В. Й. Сидорук [та ін.] ; Укр. т-во охорони пам'яток історії та культури. — Рівне, 1991.-С. 25—27.
- Леся Українка — автор підручника «Стародавня історія східних народів» // Леся Українка: Особистість. Творчість. Доля: тези доп. та повідомл. на міжвузів. наук.-метод, конф., присвяч. 120-річчю від дня народж. Лесі Українки. -Луцьк, 1991.-С. 132—134;
- Масові вбивства в'язнів на Волині в червні 1941 року // V Всеукраїнська конференція «Розвиток історичного краєзнавства в контексті національного і культурного відродження України»: тези доп. та повідомл., жовт. 1991 р. — Кам'янець-Подільський, 1991. — С. 297—299;
- Масові вбивства в'язнів органами НКВС на Волині в червні 1941 року // Велика Волинь: минуле і сучасне: тези регіон, наук. конф. 14—16 листоп. 1991 р. / Рівнен. обл. від-ня Укр. фонду культури. — Рівне, 1991. — С. 48—51.
- З якого ми роду і кореня: дослідження саме цих пробл. в основі наук. і видавн. діяльн. т-ва «Волинь» та Ін-ту Дослідів Волині, створених 40 років тому у Канаді // Літопис Волині: наук.-попул. зб. волинознавства / Ін-т Дослідів Волині; ред. П. Данилюк. — Вінніпег, 1992,-Вип. 17—18.-С. 41—44.
- Із історії Луцько-Володимирської Єпархії УАПЦ на Волині // Там само. — Вінніпег, 1992. — Вип. 17—18. — С. 21—24.
- Інститут Дослідів Волині — важливий науковий центр волинезнавства // Минуле і сучасне Волині: краєзнавство: історія, здобутки, перспективи: тези доп. та повідомл. II регіон. «Велика Волинь» і VI обл. іст.-краєзн. конф., 8—10 жовт. 1992 р. / Волин. обл. т-во краєзнавців; редкол. Б. Й. Заброварний [та ін.]. — Луцьк, 1992.-С. 26—28.
- «Літописи Волині» — важливе джерело до історії м. Острога ; Інститут Дослідів Волині — важливий науковий центр волинезнавства // Остріг на порозі 900-річчя (1900—1992 рр.). — Сокаль, 1992. -Ч. II, — С. 23—27.
- Національно-визвольна війна українського народу 1648—1654 рр. у творчості самодіяльного художника С. І. Чуприни [з смт. Степань Сарнен. р-ну Рівнен. обл.] // Берестецька битва в історії України: тези III Республік, наук.-теора" конф., 26 черв. 1992 р. / Держ. іст.-ме. мор. заповідник «Поле Берестецької битви»; упоряд. 1. Г. Пащук, 3. І. Оверчук. — Рівне, 1992. — С. 60—63.
- Пам'ять нашого болю: розстріли в'язнів Ковельської тюрми [на Волині] // Літопис Волині: наук.-попул. зб. волинознавства / Ін-т Дослідів Волині; ред. П. Данилюк. — Вінніпег, 1992. — Вип. 17- 18. — С. 124—127.
- Документальні джерела держархіву Волинської області про масові народні походи до «Козацьких могил» у 30-х роках // Берестецька битва в історії України: тези четвертої республік, наук.-теорет. конф., черв. 1993 р. / Держ. іст.-мемор. заповідник «Поле Берестецької битви»; упоряд. І. Г. Пащук, В. Й. Сидорук. — Острів Радивилів. р-ну, 1993. — С. 37—39.
- Закривавлена Волинь // Біль. — 1993. — Ч. З — 4. — С. 208—220.
- І відкрились двері храму // Рідна нива, 1993 : укр. православ. календар-альм. — Вінніпег, 1993. — С. 179—182.
- Іван Власовський (1883—1969 рр.) — видатний історик Української Православної Церкви // Велика Волинь: минуле і сучасне: тези міжнар. наук. краєзн. конф., (Житомир, Україна, 9—11 верес. 1993 р.) / Житомир, наук.-краєзн. т-во дослідників Волині; редкол. М. Ю. Костриця [та ін.]. — Житомир, 1993. — С. 125—127.
- Імені Петра Могили // Волинь: віра, духовність, культура. — Л., 1993. — С. 8—10. — (Бібліотечка «Успенської вежі»: ч. 2).
- Літопис Волині — важливе джерело до історії краю // Шоста Всеукраїнська наукова конференція з історичного краєзнавства. — Луцьк, 1993. — С. 389—391.
- Монографія Митрополита Іларіона «Князь Костянтин Острозький і його культурна праця» — важливе джерело до історії краю // Матеріали IV науково-краєзнавчої конференції «Острог на порозі 900-річчя» / Наук.-краєзн. т-во «Спадщина» ім. князів Острозьких. — Сокаль, 1993. — С. 143—144.
- На порозі тисячоліття… // Рідна нива, 1993 : укр. православ. календар-альм. — Вінніпег, 1993. — С. 189—194.
- Праця Максима Бойка «Володимир — столичний град Волині» — важливе джерело до історії краю // Актуальні проблеми розвитку міст та міського самоврядування (історія і сучасність): тези міжнар. наук.-практ. конф., (м. Рівне, 7—9 квіт. 1993 р.) / відп. за вип. В. Гром [та ін.]. — Рівне, 1993. — С. 80—83.
- Скарбниця волинської діаспори // Волинь: віра, духовність, культура. — Л., 1993. — С. 19. — (Бібліотечка «Успенської вежі»: ч. 2). — (1,3).
- У пам'яті віків // Побачення з Поліссям: зб. кузнецов. авт. / ред. В. Г. Мар'янин. — Володимирець, 1993. — С. 4—7.
- Архієпископ Геннадій (Григорій Шиприкевич) — видатний ієрарх УАПЦ // Волинь і Волинське зарубіжжя: тези Міжнар. наук. конф., 16—18 черв. 1994. — Луцьк, 1994. — С. 262—264.
- Герби давніх міст Волині на пам'ятних марках, виданих Інститутом Дослідів Волині у Вінніпезі (Канада) // Четверта наукова геральдична конференція: зб. тез повідом. та доп., (Львів, 10—12 листоп. 1994 р.) / Ін-т іст. дослідж. Львів, ун-ту; ред. та уклад. А. Гречило — Л., 1994. — С. 61—62.
- Давні святині Степаня ; Забута святиня Поліського краю // Український Православний Календар на 1994 рік. — Савт Бавнд Брук, 1994. — С. 190 −192; 192—194.
- Доля Хрестовоздвиженського монастиря // Рідна нива, 1994 ; укр. православ. календар-альм. — Вінніпег, 1994. — С. 165—169.
- Збірки україніки волинської діаспори — важливе джерело комплектування фондів Держархіву Волинської області // Минуле і сучасне Волині: проблеми джерелознавства: тези доп. і повідомл. VII Волин. іст.-краєзн. конф., 15—16 верес. 1994. — Луцьк, 1994. — С. 110—113.
- Мілецьке духовне училище: (док. з фонду Держархіву Волинської області) // Документально-художня проза про Першу світову війну: матеріали і тези доп. та повідомл. міжнар. наук.-теорет. конф. 23—26 жовт. 1994 р.: присвяч. 80-річчю Першої світової війни. — Луцьк, 1994. — С. 188.
- Науково-видавнича діяльність Інституту Дослідів Волині і товариства «Волинь» у Канаді // Велика Волинь: минуле й сучасне: (матеріали міжнар. наук. краєзн. конф., жовт. 1994 р.) / Хмельниц. обл. краєзн. музей; редкол. М. М. Дарманський [та ін]. — Хмельницький; Ізяслав; Шепетівка, 1994. — С. 29—32.
- Науково-видавнича діяльність Інституту Дослідів Волині і товариства «Волинь» у Канаді // Волинь і волинське зарубіжжя: тези Міжнар. наук. конф., 16—18 черв. 1994. — Луцьк, 1994.-С. 24—27.
- Неофіт Якович Кибалюк [голова Волинської Церковної ради] про «Козацькі могили» // Берестецька битва в історії України: матеріали і тези п'ятої наук.-теорет. конф. — Рівне, 1994. — С. 34—36.
- Проблеми волинського села в роки Першої світової війни у романі Уласа Самчука «Волинь» // Документально-художня проза про Першу світову війну: матеріали і тези доп. та повідомл. міжнар. наук.-теорет. конф. 23—26 жовт. 1994 р. : присвяч. 80-річчю Першої світової війни. — Луцьк, 1994. — С. 59—61.
- Роль князів Острозьких в духовному житті Рівненського Полісся в 16—17 ст. // Матеріали V науково-краєзнавчої конференції «Остріг на порозі 900-річчя» / Наук.-краєзн. т-во «Спадщина» ім. князів Острозьких. — Остріг, 1994. — С. 117—119.
- Спогади волинян з часу Першої світової війни на сторінках «Літопису Волині» // Документально-художня проза про Першу світову війну: матеріали і тези доп. та повідомл. міжнар. наук.-теорет. конф. 23—26 жовт. 1994 р. : присвяч. 80-річчю Першої світової війни. — Луцьк, 1994. — С. 122—124.
- Волинь в Другій світовій війні на сторінках науково-популярних збірників «Літопис Волині» // Волинь в Другій світовій війні та перші повоєнні роки: матеріали наук. іст.-краєзн. конф., присвяч. 50-й річниці перемоги над фашизмом, 19—20 квіт. 1995 р. — Луцьк, 1995. — С. 96—97.
- Дорогами Полісся: (подорож перша) // Рідна нива, 1995 : укр. православ. календар-альм. — Вінніпег, 1995. — С. 125—140.
- Православні монастирі глибокого Полісся (XV—XVII ст.) — важливі духовні осередки краю // Звягель древній і вічно молодий: тези Всеукр. наук. краєзн. конф. з нагоди 200-річчя утворення Волин. губернії, 200-річчя Волин. єпархії та 200-річчя найменування м. Звягеля Новоград-Волинським / Житомир. наук.-краєзн. т-во дослідників Волині; відп. ред. М. Ю. Костриця. — Новоград-Волинський,1995. — С. 91—92.
- Православні монастирі глибокого Полісся XV—XVII ст. — важливі духовні осередки краю // Матеріали VI Острозької конференції «Остріг на порозі 900-річчя». — Остріг. 1995. — С. 183—188.
- Спогади Уласа Самчука — важливе джерело про Україну в Другій світовій війні // Волинь в Другій світовій війні та перші повоєнні роки: матеріали наук. іст.-краєзн. конф., присвяч. 50-й річниці перемоги над фашизмом, 19—20 квіт. 1995 р. — Луцьк, 1995. — С. 97—98.
- Берестейсько-володимирська єпархія: [історія. 922—1839 рр.] // Леонюк В. Словник Берестейщини / В. Леонюк. — Л., 1996. — С. 65.
- Волинські владики — видатні ієрархи Української автокефальної православної церкви // «Роде наш красний…»: Волинь у долях краян і людських док. — Луцьк, 1996. — Т. 1. — С. 411—414.
- Товариство ім. Петра Могили в Луцьку (1931—1939) та його громадсько-релігійна діяльність // Історія релігій в Україні: тези повідомл. IV Міжнар. кругл. столу, Львів, 3—8 трав. 1996 р. — Л., 1996. — С. 193—195.
- З Україною вічно в серці: [передмова] // Шайда П. Туга за батьківщиною: зб. віршів / П. Шайда. — Сейнг Пол, Міннесота, 1997. — С. 6—7.
- І пом'янемо імена праведників землі нашої: [передмова] // Борщевич В. Доля священників УАПЦ Волині у 1944—1950 рр. / В. Борщевич. — Луцьк, 1997. — С. 5—6.
- Ікони Тараса Шевченка на Волині // Історія релігій в Україні: тези повідомл. VII Міжнар. кругл. столу 12—14 трав. 1997 р. — Л., 1997. — С. 160—163.
- Роль і місце містечка Колки в історичному процесі регіону (XII—XX ст.) ; Містечко Романів на історичній карті Волинського Полісся другої половини XII — першої половини XVI ст. // Містечко Колки — важливий духовний осередок Волинського Полісся: (до 800-річчя заснування): зб. доп.. тез та повідомл. наук. конф.-Луцьк, 1997. — С. 6—13; 56—58.
- Книга протопресвітера Степана Ярмуся [- декана Богослов, ф-ту колегії св. Андрія у Вінніпезі] «Причинки до мислі про сучасне душпастирство» — підручник українських душпастирів // Виховання молодою покоління на принципах християнської моралі в процесі духовного відродження України: зб наук. праць / Остроз. Акад. ; за ред. І. Пасічника. — Острог, 1998. — С. 222—226.
- Малював Шевченко ікони на Волині // Берекета Б. Вічні розмови: нариси, репортажі, інтерв'ю. — Луцьк, 1998. — С. 71—75.
- Митрополит Іларіон як перекладач Біблії // Всеукраїнська міжнародна християнська Асамблея. — К., 1998. — С. 283—285.
- Митрополит Никанор; Архієпископ Геннадій; Найголовніші ознаки українськості Божих храмів на Поліссі; Придорожні Хрести на Поліссі; І до пом'яника праведників занесено його ім'я; І в Австралії живемо Україною і для неї; Роль товариства «Просвіта» в організації і проведенні Шевченківських академій в 20—30-х роках на Волині; Пам'яті видатного дослідника Волині; Незабутні зустрічі з Патріархом Мстиславом на Волині; Ікони Тараса Шевченка на Волині; Таємниця Свято-Онуфріївського монастиря; Там де Муховець і Лісна тихо води до Бугу несуть; Знамення Богородиці над Куп'ятичами; По їхніх ділах пізнаємо їх; Тут молились угодники Божі Кирило, Мартин і Лаврентій; Пізно: (новела); У Великодню ніч: [вірш]; Ікона Волинської Богоматері: [вірш]; Монолог Луцької тюрми : |вірш]; Відійшов у вічність видатний художник Степан Чуприна з містечка Стенань; Листи;
- Всеукраїнська Міжнародна християнська асамблея; Наукова конференція в Острозі; Апостол нашої свободи // Волинський православний вісник / Наук. т-во ім. Митрополита Полікарпа. — Луцьк, 1998. — Ч. 2. — С. 40—42 ; 43—45 ; 46—50 ; 51—54 ; 85—87; 94—96,96—102; 102—103; 111—115; 133—137 ; 137—145 ; 145—155; 156—162; 165—168 ; 169—176 ; 190—193 ; 193 ; 196 ; 202—209 ; 210 ; 214—220.
- Митрополит Полікарп — видатний ієрарх Української Православної Церкви; Щедрий дар Наталії Тиравської; Наукове Товариство імені Митрополита Полікарпа; Служитимуть Богові і рідній церкві; 1 я проводжу незрячих дорогою якої не знають…; Видатний син Волинської землі; Дорогами прочан; Над берегами Прип'яті та Ясельди; Княжий град над Стиром; Оксана: [новела]; Молитва: [вірш] // Волинський православний вісник / Волин. Духовна Семінарія УПЦ КП; Наук. т-во ім. Митрополита Полікарпа. — Луцьк, 1998. — Ч. 1. -С. 12—17 ; 23—24 ; 25 ; 26—29 ; 93—108 ; 114—123 ; 124—136 ; 136—145 ; 146—155 ; 198—203 ; 204.
- Містечко Романів [нині смт. Колки Маневиц. р-ну Волин. обл.] на історичній карті Волинського Полісся другої пол. XII — першої пол. XVI століть // Минуле і сучасне Волині: літописні міста і середньовічна культура: наук. зб. : матеріали VIII Волин. обл. іст.-краєзн. конф. 27—29 листоп. 1995 р. / редкол. Г. В. Бондаренко та ін.; Волин. краєзн. музей. — Луцьк, 1998. — С. 57—58.
- Молитва його любові: [передмова] // Калуш Б. Містечко над Стиром: поема / Б. Калуш. — Луцьк, 1998. — С. 2.
- «Скошений кривавою рукою ката літературний цвіт» // Українська гімназія в Луцьку: спогади гімназистів. — Луцьк, 1998. — С. 122—124.
- Безцінний дар з Австралії: україніка [письм., ж-ста і науковця з с. Сильне Ківерців. р-ну Волин. обл.] Степана Радісна в держархіві [Волин.] області // Літопис Волині: наук.-попул. зб. волинознавства / Ін-т Дослідів Волині; відп. ред. С. Радчук. — Вінніпег, 1999. — Вип. 19—20. — С. 253—255.
- Блаженної нам'яті Митрополит Іларіон [проф. Іван Огієнко] як перекладач Біблії // Виховання молодого покоління на принципах християнської моралі в процесі духовного відродження України: наук. зап. / Остроз. акад. ; редкол. І. Д. Пасічник, В. М. Жуковський. — Острог, 1999. — Т. ІІ.,Ч. II. — С. 355—360.
- Волинь — оберіг українського православ'я // Літопис Волині: наук.-попул. зб. волинознавства / відп. ред. С. Радчук; Ін-т Дослідів Волині. — Вінніпег, 1999. — Вип. 19—20. — С. 32—39.
- Голгота Милецького монастиря // Там само. — Вінніпег, 1999. — Вип. 19 −20. — С. 57—63.
- Голгота Української Православної Церкви // Там само. — Вінніпег, 1999. — Вип. 19—20. — С. 40—46.
- Мадонна нашої духовності; На прощу до рідної землі; Товариство волинян у Сіднеї // Солошенко-Тиравська Н. Тріумф і трагедія української Терпсіхори: (спогади мисткині) / Н. Солошенко-Тиравська. — Луцьк, 1999. — С. 4—7; 110—112; 113—119.
- Міста і їх герби // Літопис Волині: наук.-попул. зб. волинознавства / відп. ред. С. Радчук; Ін-т Дослідів Волині. — Вінніпег, 1999. — Вип. 19—20 — С. 208—211.
- Почесні докторати видатним волинянам [з діаспори: І. Онуфрійчуку, С. Радчуку, С. Ярмусю та С. Радісну] // Там само. — Вінніпег, 1999. — Вип. 19—20. — С. 24—25.
- Відділення Інституту Дослідів Волині — на Волині! : [бесіда з Головою Управи Ін-ту Дослідів Волині у Вінніпезі, д-ром С. Радчуком / розмовляв В. Рожко] // Там само. — Вінніпег. 1999. — Вип. 19—20. — С. 16—19.
- З історії раннього християнства на Волині: (до 2000-ліття народження Ісуса Христа) // Волинь від «А» до «Я»: телефон, довід. — Луцьк, 2000. — С. 259 −278.
- «Літопис Волині» — важливе джерело до історії міста Дубна й Дубенського повіту // Дубно і світ: Міжнар. ювілейна наук.-теорет. конф., присвяч. 900-річчю міста Дубна, 25—26 серн. 2000 р. / Держ. іст.-культ. заповідник м. Дубно; редкол. В. Шевчук- [та ін.]. — Дубно, 2000. — С. 12—13.
- Острозька Біблія в науковій спадщині блаженної пам'яті Митрополита Іларіона [проф. Івана Огієнка] // Виховання молодого покоління на принципах християнської моралі в процесі духовного відродження України. Біблія на теренах України: наук. зап. Остроз. акад. ; редкол. І. Д. Пасічник, В. М. Жуковський. — Острог, 2000. — Т. III. — С. 54—59.
- Святогірський Успіння Божої матері монастир в історії українського православ'я на Волині (870—2000 роки) // Історія релігій в Україні: праці Х-ї міжнар. наук.-практ. конф. — Л., 2000. — Кн. 1. — С. 319—326.
- Товариство волинян імені Лесі Українки у Сіднеї та його культурно-освітня діяльність // Житомирщина на зламі тисячоліть; наук. зб. «Велика Волинь». — Житомир, 2000. — Т. 21. — С. 43—44.
- Архієпископ Варлаам Шишацький — головний організатор українського церковного життя кін. XVIII — поч. XIX ст. // Бердичівщина — поступ у третє тисячоліття: наук. зб. «Велика Волинь». — Житомир ; Бердичів, 2001. — Т. 22. — С. 36—41.
- Архієпископ Варлаам Шишацький — головний організатор українського церковного життя кін. XVIII — поч. XIX ст.: (до 250-річчя народж.) // Історія релігій в Україні: праці ХІ-ї Міжнар. наук. конф. — Л., 2001. — Кн. 1. — С. 360—367.
- «Літописи Волині» [- наук.-попул. зб. волинознавства] — цінне джерело до історії рідного краю // Волинь моя: журн. Міжнар. громад, об-ня «Волинське братство» / голов. ред. М. Сорока. — К., 2001. — Вип. 1. — С. 161—165.
- Святогірський Успіння Божої Матері монастир // Український православний календар. — 2002. — С. 209—212.
- Холмська духовна семінарія і академія 1942—1944 рр. // Історія релігій в Україні: праці XV-ї Міжнар. наук. конф. — Л., 2002. — Кн. 1. — С. 352—357.
- На Україну повернусь: [передмова] // Шайда П. Любов до України: зб. поезій та ін. / П. Шайда. — Сейнт Пол, Міннесота, 2003. — С. 6—7.
- Новітні мученики і праведники святою українського православ'я на історичній Волині // Історія релігій в Україні: праці Х1ІІ-Ї Міжнар. наук. конф. (Львів, 20—22 трав. 2003 р,). — Л., 2003. — Кн. 1. — С. 467—473.
- Тебе віків не змила течія… // Український православний календар. — Савт Бавнд Брук, 2003. — С. 190—194.
- Рукописні пам'ятки українського православного життя Волині XIV—XVII століть II Історія релігій в Україні: матеріали XIV-Ї Міжнар. наук. конф. — Л., 2004. — С. 114—122.
- Святі угодники Божі Волинської землі // Волинь моя: журн. міжнар. громад, об-ня «Волинське братство». — К., 2004. — Вип. 4. — С. 151—161.
- Товариство волинян імені Лесі Українки у Сіднеї [в Австралії] // Острозький краєзнавчий збірник / Держ. іст.-культ. заповідник м. Острога. — Острог, 2004. — Вип. 1. — С. 54—55.
- Українська православна друкарня в Рахманові та її видання // Український православний календар. — Савт Бавнд Брук, 2004. — С. 199—201.
- Чудотворні ікони Острозького повіту // Острозький краєзнавчий збірник / Держ. іст.-культ. заповідник м. Острога. — Острог, 2004. — Вип. 1. — С. 45—46.
- Бо земля ця свята // Український православний календар. — Савт Бавнд Брук, 2005. — С. 249—254.
- Воскові свічки в Божих храмах історичної Волині // Бердичів древній і вічно молодий: матеріали Всеукр. наук. краєзн. конф. — Житомир, 2005. — С. 40—44.
- Давні церковні дзвони Божих храмів історичної Волині // Західне Полісся: історія та культура: матеріали краєзн. конф., присвяч. 60-літтю утворення Зарічнен. р-ну та 20-літтю аварії на Чорнобил. АЕС / упоряд. А. М. Українець. -Рівне, 2006. — Вип. 2. — С. 84—91.
- Давні церковні дзвони Божих храмів історичної Волині // Метафора спільного дому: Заславщина багатьох культур: матеріали наук. конф. — Ізяслав ; Острог, 2006. — С. 242—246.
- Козацькі могили — місце прощ і осередок національного духу // Берестецька битва в історії України: зб. тез наук. конф. — Рівне, 2006. — С. 47—49.
- До витоків написання колективної монументальної праці "Національний пантеон «Козацькі могили» // Національний пантеон «Козацькі могили»: зб. тез іст.-краєзн. конф., присвяч. 40-річчю створення музею «Козацькі могили». — Рівне, 2007. — С. 52 −55.
- Релігійні, культурно-освітні осередки північного Погориння: Кураш, Бережниця, Селець [Дубровиц. р-ну Рівнен. обл.] // Наукові записки: присвяч. 190-річчю від дня народж. М. І. Костомарова / Рівнен. обл. краєзн. музей; голов. ред. О. С. Булига. — Рівне, 2007. — С. 91—96.
- Святий Іван Золотоустий — великий святитель і вчитель Церкви Христової: матеріали Богослов, наук.-практ. конф., присвяч. 1600-літтю блаженної кончини святого Івана Золотоустого / УПЦ КП ; Рівнен. Православ. Богослов, ін.-т; ред. В. Є. Рожко. — Рівне. 2007. — 72 с.
- Печерні монастирі історичної Волині, IX — перша половина ХНІ ст. // Науковий збірник, присвячений 900-літтю Свято-Михайлівського Золотоверхого монастиря: матеріали наук.-практ. конф. «Михайлівський Золотоверхий монастир: історія крізь століття». — К., 2008. — С. 325—332.
- Щоб вони бачили ваші добрі діла… : передмова // Василів-Базюк Л. Й. Не вір! : повість / Л. Й. Василів-Базюк; ред. О. Михайлюк. — Чернівці, 2007. — С. 5 −10.
- Благовірні князі Гольшанські-Дубровицькі — фундатори православних святинь північного Погориння // Українська свята Улянія Гольшанська та її доба: матеріали Богослов, наук.-теорет. конф., присвяч. 110-й річниці від дня народж. патріарха Мстислава / ред. В. Рожко ; Укр. Православ. Церква. — Луцьк, 2008. — С. 23—29.
- Українська свята Улянія Гольшанська та її доба: матеріали Богослов. наук.-теорет. конф., присвяч. 110-й річниці від дня народж. патріарха Мстислава, (м. Рівне, 2008 р.) / Укр. Православ. Церква; ред. В. Рожко ;. — Луцьк: Волин. кн., 2008. — 88 с.
- Релігійні, культурно-освітні осередки Північного Погориння: Кураш, Бережниця, Селець // Історія релігій в Україні: наук. щорічник, 2008 р. — Л., 2008. — Кн. ІІ. — С. 769—774.
- У когорті дисидентів Волині // Наукові записки : 190 р. від дня народження П. Куліша. — Рівне: видавець Олег Зень. — 2009. — Вип.VII. — C. 141—146.
- Перші українські книжки друкували у Дермані // Погорина: літ. — краєзн. журнал Рівненщини / голов. ред Є. Цимбалюк. — Рівне: Оповідач. — 2010. — № 14/15. — C. 332—333.
- Національно-визвольна війна українського народу 1648—1654 рр. у творчості самодіяльного художника Степана Чуприни: (тези «Берестецька битва в історії України…», с. 60—63) // Войтович В. М. Степанський край: історія та культура / В. М. Войтович. — Рівне: В. Войтович. — 2010. — C. 149—158.
- Дзвони у Божих храмах Погориння // Інститут Дослідів Волині та Товариство «Волинь» у Вінніпезі: до 60-річчя заснув.: зб. матеріалів міжнар. наук.-практ. конф. з нагоди ювілею 60-річчя заснув. Ін-ту дослідів Волині та Т-ва «Волинь» у Вінніпезі. — Луцьк: Волин. обл. друк. — 2010. — C. 104—112.
- Давні церковні дзвони божих храмів історичної Волині/ В. Рожко //Дослідники козацької минувшини: зб. тез наук.-практ. конф., присвяч. 155-й річниці від дня народж. Д. Яворницького та 95-й річниці від дня народж. І. Свєшнікова / упоряд. Л. Галабуз. — Рівне: Нестеров С. Б. — 2010. — C. 79—83.
- Святиня в заплавах Стоходу і Прип'яті / В. Є. Рожко, Ф. Устимчук //Актуальні питання культорології: альм. наук. т-ва «Афіна» каф. культорології. — Рівне: видавець О. Зень. — 2010. — Вип. 9. — C. 136—138.
- Монастир Воскресіння Господнього на Повстанських могилах //Актуальні питання культорології: альм. наук. т-ва «Афіна» каф. культорології. — Рівне: видавець О. Зень. — 2010. — Вип. 9. — C. 141—144.
- Волинська Духовна семінарія: до історії створення //Краєзнавство та музейна справа в Україні: матеріали Всеукр. наук.-практ. конф. присвяченої 145-річчю заснування Житомир. обл. краєзн. музею (27 — 29 жовт. 2010 р., м. Житомир) / Голов. ред М. Ю. Костриця. — Житомир: Видання М. Косенко. — 2010. — C. 148—158.
- Отці Іван Гаськевич, Микола Теодорович: два священики — дві долі / В. Рожко, Р. Третяк // Ідея Помісної Православної Церкви в Україні у XX ст.: історичний, канонічний і богословський аспект: зб. матеріалів Міжнар. наук.-практ. конф., присвяч. 90-річчю першого та 70-річчю другого відродження Української Автокефальної Православної Церкви. — Луцьк: Волин. обл. друк. — 2011. — C. 203—209.
- Один з праведників нашої землі: (про протоєрея Всеволода Зелинського) // Мельничук А. Г., Мельничук В. А. Посягва. історія одного села: іст.-краєзн. опис / Мельничук А. Г., Мельничук В. А. — Рівне: ПП ДМ. — 2011. — C. 151—154.
- Друге відродження УАПЦ 1941—1944 рр. в документальних та історичних джерелах Держархіву Рівненської області // Відродження Української Православної Церкви в XX ст.: зб. матеріалів міжнарод. наук.-практ. конф. присвяч. 90-річчю 2-го відродж. Укр. Православ. Церкви. — Луцьк: Волин. обл. друк. — 2011. — C. 112—124.
- Дорогами Погориння // Ідея Помісної Православної Церкви в Україні у XX ст.: історичний, канонічний і богословський аспект: зб. матеріалів Міжнар. наук.-практ. конф., присвяч. 90-річчю першого та 70-річчю другого відродження Української Автокефальної Православної Церкви. — Луцьк: Волин. обл. друк. — 2011. — C. 138—157.
- Давні кам'яні хрести Волині X—XVIII ст./ В. Рожко // Наукові записки / гол. ред. О. С. Булига; відп. за вип. О. С. Романчук. — Луцьк: Волин. старожитності. — 2011. — Вип. 9. Ч. 2: [Історія Волинського краю]. — C. 247—251.
- Біля літописних градів Данилів і Стіжок // Берестецька битва в історії України: матеріали наук.-практ. конф., присвяч. 360-річчю Берест. Битви / Держ. істор.-меморіал. заповідник «Поле Берестецької битви»; [упоряд. О. Борисюк]. — Рівне: Нестеров С. Б. — 2011. — C. 93—98.
- Авенір Коломиєць. 19.11.1905 — 21.07.1946 // Коломиєць А. Антологія поезій / упоряд. Ж. Коломиєць. — Сідней, 2011. — C. 1—7.
- Давні кам'яні хрести на Поліссі // Ідея Помісної Православної Церкви в Україні у XX ст.: історичний, канонічний і богословський аспект: зб. матеріалів Міжнар. наук.-практ. конф., присвяч. 90-річчю першого та 70-річчю другого відродження Української Автокефальної Православної Церкви. — Луцьк: Волин. обл. друк., 2011. — C. 132—137.
- Професор Іван Огієнко в документальних та історичних джерелах Держархіву Волинської області // Митрополит Іларіон (в миру професор Іван Огієнко) — видатний ієрарх Православної Церкви і будівничий Української держави: зб. матеріалів міжнар. наук.-практ. конф., присвяч. 130-річчю з дня народж. та 40-річчю упокоєння в Бозі митрополита Іларіона (І. Огієнка)/ Укр. православ. церква, Київ. патріархат, Волин. православ. богослов. акад. — Луцьк: Волин. обл. друк.,2012. — C. 107—112.
- У вінок пам'яті Авеніра Коломійця // Митрополит Іларіон (в миру професор Іван Огієнко) — видатний ієрарх Православної Церкви і будівничий Української держави: зб. матеріалів міжнар. наук.-практ. конф., присвяч. 130-річчю з дня народж. та 40-річчю упокоєння в Бозі митрополита Іларіона (І. Огієнка)/ Укр. православ. церква, Київ. патріархат, Волин. православ. богослов. акад. — Луцьк: Волин. обл. друк., 2012. — C. 142—146.
- У когорті дисидентів Волині [60—80-х рр. 20 ст. Антон Хомич Антончик (1925—2001 рр.) із села Бережниці Дубровицького району] // Волинь: обласний народний часопис. — Рівне, 2010. — № 33/27 серп./. — C. 7.
- Козацькі поховання на історичній Волині 17 ст. // Волинь: обласний народний часопис. — Рівне, 2012. — № 22/15 черв. — C. 1, 7; № 24/28 черв. — C. 7.